# 秋山雅之介

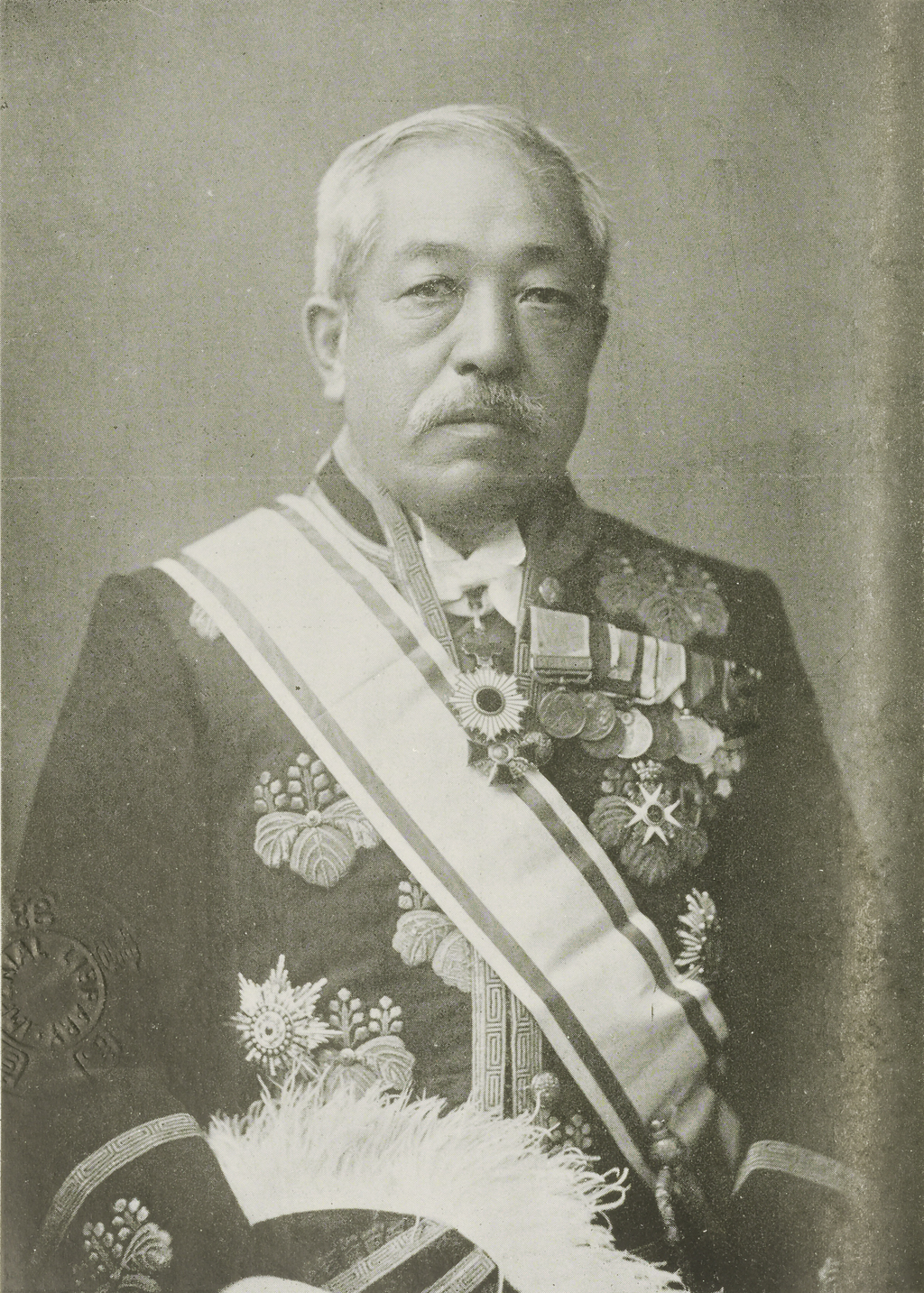
秋山雅之介

秋山 雅之介（あきやま まさのすけ、慶応2年1月23日（1866年3月9日） - 昭和12年（1937年）4月11日）は、日本の官僚、法政大学学長。

## 経歴
広島藩の足軽秋山恂一の長男として生まれる。1890年（明治23年）、東京帝国大学法科大学英法科を卒業。外務省に入り、イギリス公使館やロシア公使館で書記官として勤務した。しかし病により官を辞した後は、国際法を研究し法学博士の称号を得た。
和仏法律学校や明治法律学校で講師を務めていたが、日露戦争の直前に陸軍省参事官に任命され、さらに法制局参事官も兼ねた。国際法の顧問として尽力したのが寺内正毅陸軍大臣に認められ、後に朝鮮総督となった寺内の招きで朝鮮総督府参事官に就任した。朝鮮総督府では司法部長官、中枢院書記官長事務取扱などを歴任した。1917年より青島守備軍民政長官に就任した。
1922年に青島守備軍が廃止された後は、法政大学の理事に就任し、1931年からは学長となった。また帝国女子専門学校（現在の相模女子大学）理事長も兼ねた。墓所は青山霊園。

## 栄典
位階
- 1892年（明治25年）9月26日 - 従七位[8]
- 1893年（明治26年）12月16日 - 正七位[9]
- 1917年（大正6年）3月30日 - 従四位[10]
- 1923年（大正12年）4月30日 - 従三位[11]

勲章等
- 1902年（明治35年）12月28日 - 勲四等旭日小綬章[12]
- 1906年（明治39年）4月1日 - 勲三等旭日中綬章・明治三十七八年従軍記章[13]
- 1912年（大正元年）8月1日 - 韓国併合記念章[14]
- 1920年（大正9年）11月1日 - 勲一等瑞宝章綬章

外国勲章佩用允許
- 1894年（明治27年）4月18日 - オスマン帝国：美治慈恵第四等勲章[15]

## 親族
- 弟 小泉六一（陸軍中将）[16]